# 本島純政
本島純政（日语：／ Junsei Motojima；2005年1月5日—）是日本男演員。出身自東京都，株式會社Amuse旗下藝人。

## 經歷
- 2022年參加綜藝《今日好きになりました》第42彈（畢業篇2022）
- 在2023年3月加入事務所株式會社Amuse[1]。同年9月、主演朝日電視台播放的特攝電視劇《假面騎士GOTCHARD》中主演一之瀨寶太郎/假面騎士GOTCHARD[2]。
- 2024年11月出演電視劇《未成年～青澀的我們笨拙地進行中～》飾演主角水無瀨仁

## 人物
- 興趣是結他、看電影、看電視劇。
- 特技是結他、電影喜歡看《007》電影系列、 而動畫方面喜歡看《咒術迴戰》、《東京復仇者》、《ONE PIECE》。
- 目標的演員是鈴木亮平和同事務所的前輩吉澤亮。

## 作品列表

### 電視劇
- 《3年VR組》（2023年3月27日，關西電視台）：飾演 學生
- 《隼消防團》第1話（2023年7月13日，朝日電視台）：飾演 本島信一
- 《4月的東京…》第5話、第7話（2023年7月13日 - 7月27日，MBS）：飾演 八神龍之介（17歲時期）
- 《假面騎士GEATS》最終話（2023年8月27日，朝日電視台）：飾演 一之瀨寶太郎
- 《假面騎士GOTCHARD》（2023年9月3日 - 2024年8月25日，朝日電視台）：飾演 一之瀨寶太郎 / 假面騎士GOTCHARD（聲）（主演）
- 《未成年～青涩的我们笨拙地进行中～》（2024年11月4日 - 2025年1月7日，讀賣電視台）：飾演 水無瀨仁（與上村謙信雙主演）
- 《他人未滿-親愛的厭惡你》（2025年4月14日、UniReel）：飾演 神崎風斗（與平川結月雙主演）

### 電影
- 《電影 假面騎士GEATS 四人的ACE與黑狐》（2023年7月28日）：飾演 假面騎士GOTCHARD（聲演）
- 《假面騎士THE WINTER MOVIE GOTCHARD & GEATS 最強克米☆GOTCHA大作戰》（2023年12月22日）：飾演 一之瀨寶太郎 / 假面騎士GOTCHARD（聲）（跟簡秀吉雙主演）
- 《假面騎士GOTCHARD The Future Daybreak》（2024年7月26日）：飾演 一之瀨寶太郎 / 假面騎士GOTCHARD（聲）（跟 DAIGO雙主演）
- （2025年7月25日）：飾演 純太[3]

### DVD / Blu-ray
- 《假面騎士GOTCHARD「怎麼辦！？寶太郎和凜音的身體互相交換了！！」》（2023年12月）：一之瀨寶太郎 / 假面騎士GOTCHARD（聲）（跟 松本麗世雙主演）[4]
- 《假面騎士GOTCHARD「我們是3年G（GOTCHA）組」》（2024年4月10日、8月7日）：飾演 一之瀨寶太郎/學級委員長（主演）[5]

## 唱片目錄

### 角色歌曲
| 歌曲名稱               | 演唱 | 作詞   | 作曲   | 編曲   | 備註                                 |
| ---------------------- | --- | ------ | ------ | ------ | ------------------------------------ |
| Dream Hoper            | 一之瀨寶太郎（本島純政）                                                                                         | 瀧尾沙 | Ryo    | Ryo    | 特攝電視劇『假面騎士GOTCHARD』關連曲 |
| ガッチャ！レッツゴー！ | キッチンいちのせ連合（一之瀨寶太郎（本島純政）、九堂凜音（松本麗世）、鶴原錆丸（富園力也）、銀杏蓮華（安倍乙）） | 瀧尾沙 | tatsuo | tatsuo | 特攝電視劇『假面騎士GOTCHARD』關連曲 |